# سوخت جت

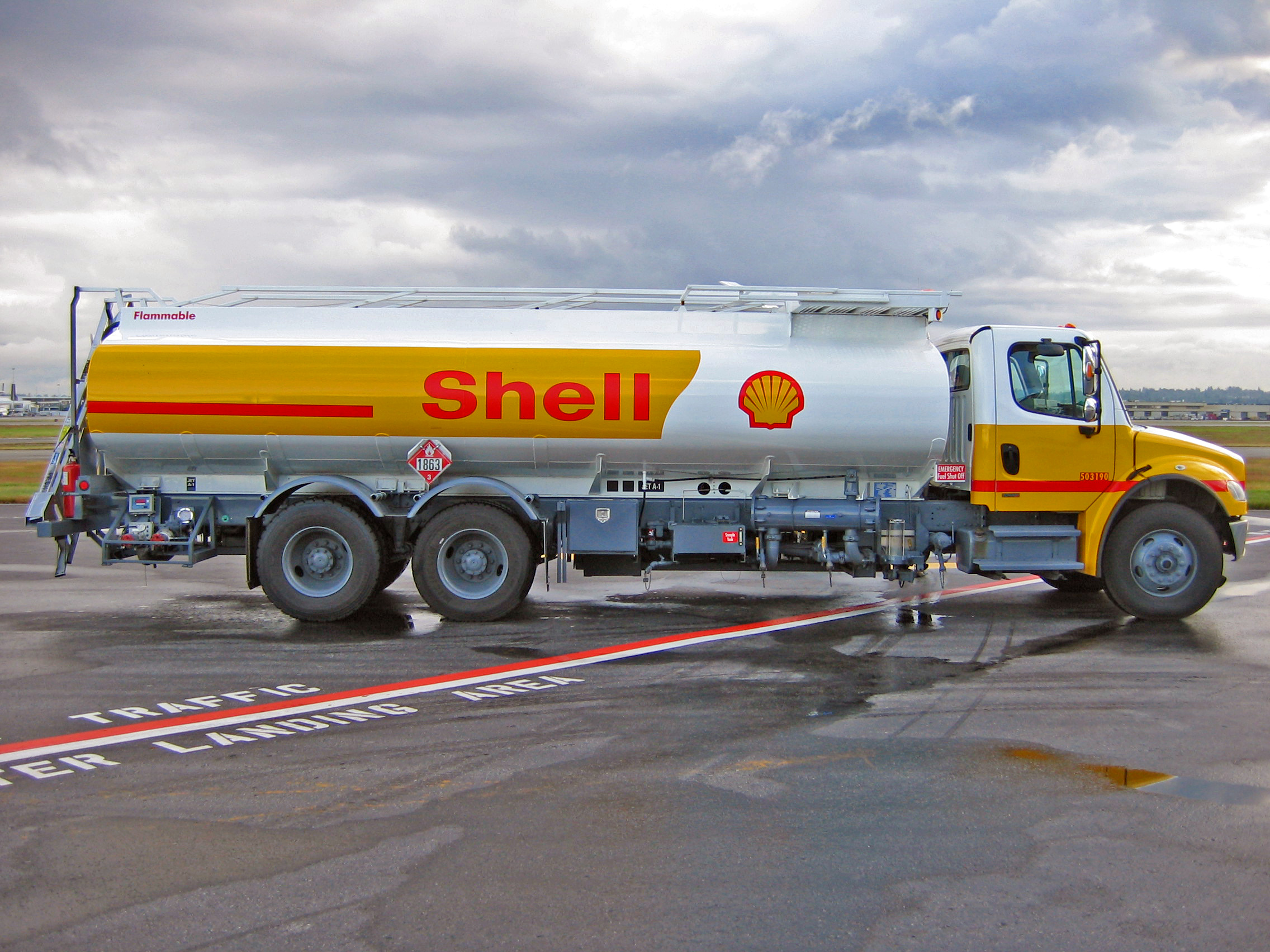
کامیون سوخت‌رسان جت در فرودگاه ونکوور کانادا

سوخت جت گونه‌ای سوخت هواپیما است که برای هواگردهای دارای موتور توربینی مانند هواپیماهای توربوجت، توربوفن و توربوپراپ و بالگردهای توربوشفت از آن استفاده می‌کنند.
موتورهای توربینی به‌طور کلی توانایی کاربرد سوخت‌های نفتی متنوعی را دارند اما همه گونه‌های سوخت جت امروزی گونه‌هایی از نفت سفید هستند که خلوص بالایی داشته و افزودنی‌هایی برای جلوگیری از خوردگی، زنگ زدن، انجماد در دمای پایین یا اشتعال در دمای بالا، به آن‌ها اضافه شده‌است.
سوخت مناسب جت بایستی دمای اشتعال بالایی داشته باشد، رسوب نکرده و ایجاد زنگ‌زدگی نکند، ارزش حرارتی بالایی داشته، ترابری و کار با آن ایمن باشد، به بخش‌های داغ توربین موتور آسیب نرساند و در هوای سرد نیز به خوبی جریان پیدا کند.

## انواع
سوخت‌های جت برای هواپیماهای غیرنظامی به سه دسته کلی تقسیم می‌شوند:
- سوخت جت آ (A) و آ۱ (A1): سوخت جت A استاندارد سوخت جت در ایالات متحده است. و در بخش‌های دیگر جهان از استاندارد A1 استفاده می‌شود. نقطه اشتعال هر دوی آن‌ها بایستی بالاتر از ۳۸ درجه سانتیگراد و دمای خودآتشگیری آن‌ها بالاتر از ۲۱۰ درجه باشد.
- سوخت جت ب (B): این گونه سوخت ترکیبی از حدوداً ۳۰ درصد نفت سفید و ۷۰ درصد بنزین است. این گونه سوخت دمای انجماد پایین‌تری دارد و تا ۶۰ درجه زیر صفر یخ نمی‌زند. نقطه اشتعال آن هم پایین‌تر است و در نتیجه سوخت خطرناک‌تری محسوب می‌شود. این گونه سوخت عملکرد بهتری در هوای سرد دارد و تنها در هوای بسیار سرد مورد استفاده قرار می‌گیرد.